# ウィラード・スコット

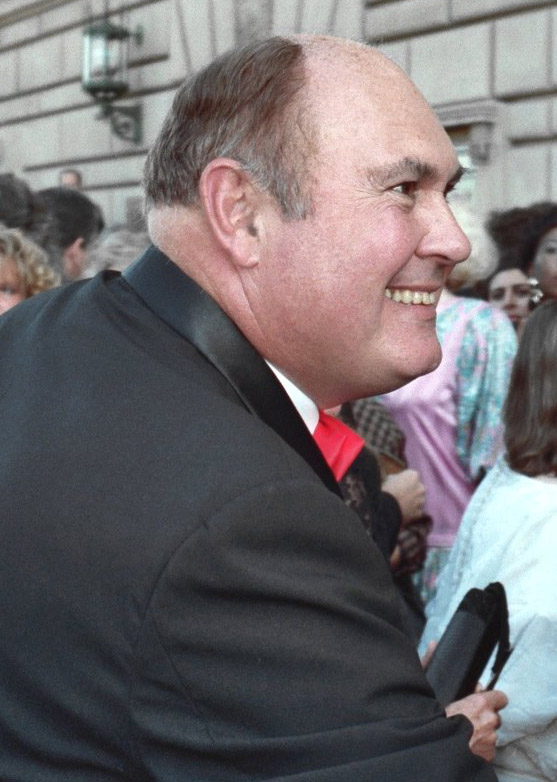
ウィラード・スコット

ウィラード・スコット（Willard Scott, 本名：Willard Herman Scott, Jr、1934年3月7日 - 2021年9月4日 ）は、アメリカ合衆国の俳優、タレント、コメディアン、道化師である。
初代ロナルド・マクドナルド（日本ではドナルド・マクドナルド）のキャラクターを初めて創り、演じた人物である。

## 概要
アメリカバージニア州生まれ。16歳からNBCの番組に出て、1951年から53年までラジオのパーソナリティーを務めたこともあった。アメリカン大学にも通い宗教哲学を専攻し、学士号も取っていた。実は気象予報士でもありマルチに活躍もした。

## ロナルド・マクドナルド
1960年代初め、ワシントンD.C.マクドナルドのフランチャイズ権をとって営業をしていたオスカー・ゴールドスティンという人物が、ウィラード・スコットのスポンサーになった。ウィラードは世界初のマクドナルドのCMに出演し、そこで初代ロナルド（ドナルド）を演じた。ただ、スポンサーの要求だともっと細い男を希望していたという。